# Departamento de Chicoana
El departamento de Chicoana es uno de los 23 departamentos en los que se divide la provincia de Salta (Argentina)

## Superficie y límites
Con 910 kilómetros cuadrados, es uno de los departamentos más pequeños de la provincia. Limita al norte con los departamentos de Cerrillos y Rosario de Lerma, al este con el Departamento de la Capital, al sur con el departamento La Viña y al oeste con los departamentos de Cachi y San Carlos.

## Demografía
El censo 2010 arrojó 20.710 habitantes.
Para el censo 2022 el departamento registró 24.729 habitantes. Esto representó un aumento en la cantidad de personas del 19.4% y un leve descenso de la densidad poblacional respecto del censo anterior que era de 21.1.

## Localidades y parajes
- Chicoana
- El Carril
- Escoipe
- Viñaco
- Calvimonte
- Agua Negra
- El Maray
- El Nogalar
- La Zanja
- Pulares
- San Fernando de Escoipe
- San Martín
- Chivilme
- Bella Vista
- Peñaflor
- Potrero de Díaz
- Simbolar
- Maroma

## Defensa Civil

### Sismicidad
La sismicidad del área de Salta es frecuente y de intensidad baja, y un silencio sísmico de terremotos medios a graves cada 40 años.
- Sismo de 1930: aunque dicha actividad geológica catastrófica, ocurre desde épocas prehistóricas, el terremoto del 24 de diciembre de 1930 (94 años),[6] señaló un hito importante dentro de la historia de eventos sísmicos jujeños, con 6,4 Richter. Pero nada cambió extremando cuidados y/o restringiendo códigos de construcción.[5]
- Sismo de 1948: el 25 de agosto de 1948 (76 años) con 7,0 Richter, el cual destruyó edificaciones y abrió numerosas grietas en inmensas zonas[6][5]
- Sismo de 2010: el 27 de febrero de 2010 (15 años) con 6,1 Richter